# Tipula ultima
Tipula ultima är en tvåvingeart som beskrevs av Alexander 1915. Tipula ultima ingår i släktet Tipula och familjen storharkrankar. Inga underarter finns listade i Catalogue of Life.